# Арлон
 Тази статия е за града в Белгия.  За окръга вижте Арлон (окръг).  
Арлон (на френски: Arlon) е главен град на провинция Люксембург, Белгия, с надморска височина 14 метра. Населението на града към 1 януари 2006 г. е 26 367 души.

## Побратимени градове
- Алба, Италия от 1 март 2004 г.